# Lars Egge

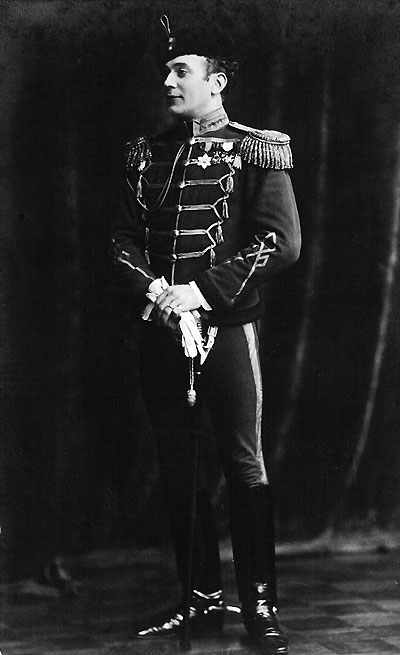
Lars Egge en la opereta Sista valsen

Lars Egge (25 de septiembre de 1894 - 22 de octubre de 1965) fue un director teatral, actor y cantante de nacionalidad sueca.

## Biografía
Su nombre completo era Lars Hjalmar Bernhard Egge, y nació en Estocolmo, Suecia. Debutó sobre los escenarios en 1918 en Estocolmo, actuando posteriormente en giras. En 1922 empezó a estudiar canto en Berlín, tras lo cual actuó en el Hippodromteatern de Malmö.
En 1920 debutó en el cine, aunque continuó su actividad teatral, trabajando para los folkparkernas en 1935–1940, siendo director en el Stora Teatern de Gotemburgo en 1938–1948. 
Lars Egge falleció en Estocolmo en 1965. Había estado casado entre 1921 y 1927 con la actriz Sonja Looft, entre 1928 y 1940 con la también actriz Maja Cassel, y desde 1940 hasta el momento de su muerte con la cantante de ópera Isa Quensel.

## Filmografía
- 1920 : Mästerman
- 1920 : Carolina Rediviva
- 1922 : Vem dömer
- 1928 : Janssons frestelse
- 1930 : Flottans lilla fästmö
- 1933 : En melodi om våren
- 1952 : För min heta ungdoms skull
- 1953 : Flickan från Backafall
- 1954 : Brudar och bollar eller Snurren i Neapel
- 1954 : Flottans glada gossar
- 1954 : Gabrielle
- 1955 : Våld
- 1956 : Sjunde himlen
- 1957 : Sommarnöje sökes
- 1958 : Kostervalsen
- 1958 : Lek på regnbågen
- 1961 : Lek ej med kärleken
- 1963 : Mordvapen till salu
- 1964 : Markisinnan

## Teatro

### Actor
- 1925 : Orloff, de Ernst Marischka y Bruno Granichstaedten, dirección de Nils Johannisson, Teatro Oscar[1][2][3]
- 1926 : Hollandsflickan, de Leo Stein, Béla Jenbach y Emmerich Kálmán, dirección de Oskar Textorius, Teatro Oscar[4]
- 1926 : Apollon ombord, de Evert Taube, dirección de Oskar Textorius, Vasateatern[5][6]
- 1926 : Niniche, de Marius Boullard, Alfred Hennequin y Albert Millaud, dirección de Albert Ranft, Vasateatern[7]
- 1926 : La princesa del circo, de Emmerich Kálmán, Julius Brammer y Alfred Grünwald, dirección de Oskar Textorius, Vasateatern[8]
- 1927 : Smällkaramellen, de Jean Gilbert, Leo Kastner y Alfred Möller, dirección de Oskar Textorius, Vasateatern[9]
- 1927 : Alexandra, de Albert Szirmai y Franz Martos, dirección de Oskar Textorius, Vasateatern[10]
- 1927 : Adjö, Mimi, de Ralph Benatzky, Alexander Engel y Julius Horst, dirección de Oskar Textorius, Vasateatern[11][12]
- 1928 : Svalboet, de Bruno Granichstaedten y Ernst Marischka, dirección de Oskar Textorius, Vasateatern[13]
- 1928 : Inte på mun, de Maurice Yvain y André Barde, dirección de Oskar Textorius, Vasateatern[14][15]
- 1928 : Miss America, de Walter Bromme, Georg Okonkowsky y Willy Steinberg, dirección de Sigurd Wallén, Vasateatern[16]
- 1928 : Hertiginnan av Chicago, de Emmerich Kálmán, Julius Brammer y Alfred Grünwald, dirección de Oskar Textorius, Vasateatern[17]
- 1928 : Hennes excellens, de Michael Krausz, Ernst Welisch y Rudolf Schanzer, dirección de Oskar Textorius, Vasateatern[18][19]
- 1928 : Grevinnan Eva, de Albert Szirmai y Frans Martos, dirección de Oskar Textorius, Vasateatern[20]
- 1928 : Sista valsen, de Oscar Straus, Julius Brammer y Alfred Grünwald, dirección de Oskar Textorius, Vasateatern
- 1929 : Katja, de Jean Gilbert, Leopold Jacobson y Rudolph Österreicher, dirección de Oskar Textorius, Vasateatern[21]
- 1929 : Nattkavaljeren, de Robert Stolz, Alfred Maria Willner y Rudolf Österreicher, dirección de Oskar Textorius, Vasateatern[22]
- 1929 : Hjärter dam, de Lewis E. Gensler, Laurence Schwab y B. G. de Sylva, dirección de Nils Johannisson, Vasateatern[23][24]
- 1929 : Jag bedrar dig blott av kärlek, de Ralph Rudin y Robert Blum, dirección de Gustaf Bergman, Vasateatern[25][26]
- 1929 : Rose-Marie, de Rudolf Friml, Herbert Stothart, Otto Harbach y Oscar Hammerstein, dirección de Gustaf Bergman, Vasateatern[27]
- 1930 : Hotell Stadt Lemberg, de Jean Gilbert y Ernst Neubach, dirección de Adolf Niska, Vasateatern[28][29]
- 1930 : Kejsarinnan Maria Theresia, de Leo Fall, Julius Brammer, Alfred Grünwald, dirección de Oskar Textorius, Vasateatern[30]
- 1930 : Mr Cinders, de Vivian Ellis, Richard Myers, Clifford Grey y Greatrex Newman, dirección de Adolf Niska, Vasateatern[31]
- 1930 : Orloff, de Bruno Granichstaedten y Ernst Marischka, dirección de Naima Wifstrand, Vasateatern[32]
- 1932 : Ökensången, de Oscar Hammerstein, Otto Harbach, Frank Mandel y Sigmund Romberg, dirección de Nils Johannisson, Teatro Oscar
- 1933 : Nymånen, de Oscar Hammerstein, Laurence Schwab, Frank Mandel y Sigmund Romberg, dirección de Harry Stangenberg, Teatro Oscar[33]
- 1934 : Djävulsryttaren, de Emmerich Kálmán, Rudolf Schanzer y Ernst Welisch, dirección de Nils Johannisson, Teatro Oscar
- 1934 : Min syster och jag, de Ralph Benatzky y Robert Blum, dirección de Lars Egge, gira
- 1934 : Furstinnan Jadja, de Alfred Grünwald, Ludwig Herzer y Robert Stolz, dirección de Nils Johannisson, Teatro Oscar[34]
- 1935 : Maya, de Imre Harmath, Rudolf Schanzer, Ernst Welisch y Szabolcs Fényes, dirección de Nils Johannisson, Teatro Oscar
- 1935 : Casanova, de Johann Strauss II y Ralph Benatzky, dirección de Harry Stangenberg, Teatro Oscar
- 1935 : Zigenarkärlek, de Franz Lehár, Alfred Maria Willner y Robert Bodanzky, dirección de Lars Egge, gira
- 1935 : La posada del Caballito Blanco, de Hans Müller y Ralph Benatzky, dirección de Lars Egge, gira
- 1936 : La viuda alegre, de Franz Lehár, Victor Léon y Leo Stein, dirección de Gustaf Bergman, Stora Teatern[35]
- 1942 : Blåjackor, de Lajos Lajtai, André Barde y Lauri Wylie, dirección de Leif Amble-Naess, Stora Teatern[36]
- 1945 : Manina, de Nico Dostal, dirección de Nils Johannisson, Stora Teatern[37]
- 1947 : Polundra, de Vasilij Solovjov-Sedov, dirección de Lars Egge, Stora Teatern[38]
- 1950 : En skugga, de Hjalmar Bergman, dirección de Ingmar Bergman, Intiman[39]
- 1950 : La ópera de los tres centavos, de Bertolt Brecht y Kurt Weill, dirección de Ingmar Bergman, Intiman[40]
- 1951 : Drömflickan, de Elmer Rice, dirección de Hasse Ekman, Intiman[41]
- 1951 : Ta hand om Amelie, de Georges Feydeau, dirección de Hjördis Petterson, Intiman[42]
- 1953 : Sista valsen, de Oscar Straus, Julius Brammer y Alfred Grünwald, dirección de Einar Beyron, Teatro Oscar[43]
- 1953 : Guys and Dolls, de Frank Loesser, Joe Swerling y Abe Burrows, dirección de Sven Aage Larsen, Teatro Oscar[44]
- 1953 : Annie Get Your Gun, de Irving Berlin, Dorothy Fields y Herbert Fields, dirección de Sven Aage Larsen, Teatro Oscar[45]
- 1954 : La viuda alegre, de Franz Lehár, Victor Léon y Leo Stein, dirección de Lars Egge, Teatro Oscar[46]
- 1955 : Lilla helgonet, de Florimond Hervé, Henri Meilhac y Albert Millaud, dirección de Ivo Cramér, Teatro Oscar[47]
- 1957 : La princesa del circo, de Emmerich Kálmán, Julius Brammer y Alfred Grünwald, dirección de Egon Larsson, Teatro Oscar[48]
- 1961 : La posada del Caballito Blanco, de Hans Müller y Ralph Benatzky, dirección de Egon Larsson, Teatro Oscar[49]
- 1964 : Swedenhielms, de Hjalmar Bergman, Riksteatern

### Director
- 1934 : Meine Schwester und ich, de Ralph Benatzky y Robert Blum, gira
- 1935 : Zigeunerliebe, de Franz Lehár, Alfred Maria Willner y Robert Bodanzky, gira
- 1935 : La posada del Caballito Blanco, de Hans Müller y Ralph Benatzky, gira
- 1946 : Der letzte Walzer, de Oscar Straus, Julius Brammer y Alfred Grünwald, Stora Teatern[50]
- 1946 : Der Vogelhändler, de Carl Zeller, Moritz West y Ludwig Held, Stora Teatern[51]
- 1947 : Ein Walzertraum, de Oscar Straus, Felix Dörmann y Leopold Jacobson, Stora Teatern[52]
- 1947 : Polundra, de Vasilij Solovjov-Sedov, Stora Teatern
- 1951 : La posada del Caballito Blanco, de Ralph Benatzky, Eric Charell y Hans Müller, Skansens friluftsteater
- 1954 : La viuda alegre, de Franz Lehár, Teatro Oscar